# Гонделсхајм
Гонделсхајм (њем. Gondelsheim) општина је у њемачкој савезној држави Баден-Виртемберг. Једно је од 32 општинска средишта округа Карлсруе. Према процјени из 2010. у општини је живјело 3.275 становника. Посједује регионалну шифру (AGS) 8215025.

## Географски и демографски подаци
Гонделсхајм се налази у савезној држави Баден-Виртемберг у округу Карлсруе. Општина се налази на надморској висини од 180 метара. Површина општине износи 14,9 km². У самом мјесту је, према процјени из 2010. године, живјело 3.275 становника. Просјечна густина становништва износи 220 становника/km².

## Међународна сарадња
| Мјесто | Држава    | Врста сарадње | Од    |
| ------ | --------- | ------------- | ----- |
| Друе   | Француска | партнерство   | 1979. |
| Извор  |           |               |       |